# Emilio Gordoa
Emilio Gordoa Rodriguez (* 1987 in Mexiko-Stadt) ist ein mexikanischer Komponist, Klangkünstler, Improvisationsmusiker (Vibraphon).

## Wirken
Gordoa stammt aus einer Künstlerfamilie. Er begann seine musikalische Ausbildung zunächst an einer privaten Hochschule, bevor er aufs Konservatorium seiner Geburtsstadt wechselte. Dort studierte er klassisches Schlagwerk. Nachdem er auch als Veranstalter von Neue-Musik-Festivals tätig gewesen war, zog er 2012 nach Berlin, wo er Mitglied des Klangkollektivs Echtzeitmusik wurde und sich intensiv mit Improvisation, Klangforschung und Performance auseinandersetzte.
Er arbeitete mit Musikern wie John Russell, Ute Wassermann, Tristan Honsinger, John Edwards, Ken Vandermark, John Butcher, Evan Parker, Axel Dörner, Tony Buck, Tobias Delius, Kazuhisa Uchihashi, Ignaz Schick, Jaap Blonk oder Burkhard Beins und legte mehrere Veröffentlichungen vor.
2018 war Gordoa in Nate Wooleys Seven Storey Mountain beim moers festival zu erleben. Er entdeckte das Vibraphon „durch zahlreiche Spieltechniken ganz neu“, meinte die Leitung des Festivals; 2019 war er der Improviser in Residence des Moers Festivals.

## Diskographische Hinweise
- Parak.eets: Natura venomous (Creative Sources 2015, mit Ute Wassermann, Richard Scott)
- Corso: Unwanted Pregnancy (Creative Sources 2015, mit Nicola Hein)
- Gordoa/McNab/Myburgh: Passive Transport (Shame File Music 2016, mit Michael McNab, Josten Myburgh)
- Move: Hyvinkää (uniSono 2017, mit Harri Sjöström, Achim Kaufmann, Adam Pultz Melbye, Dag Magnus Narvesen)
- Bokom, Emilio Gordoa & Marta Zapparoli: Split (Spina!Rec 2017)
- Schick-Gordoa-Hein: Chiral (tmrw 2018, mit Ignaz Schick, Nicola Hein)
- Up and Out: Live at Galerie Nord (Amirani Records 2019, mit Harri Sjöström, Philipp Wachsmann, Matthias Bauer, Dag Magnus Narvesen)
- The Balderin Sali: Variations (Leo Records 2019, mit Evan Parker, Phil Wachsmann, Paul Lovens, Sebi Tramontana, Teppo Hauta-aho, Harri Sjöström, Veli Kujala, Matthias Bauer, Dag Magnus Narvesen, Libero Mureddu)